# داوبن هورن
داوبن هورن (به لاتین: Daubenhorn) یک کوه در سوئیس است که در کانتون وله واقع شده‌است. داوبن هورن ۲٬۹۴۲ متر بالاتر از سطح دریا واقع شده‌است.